# Голант, Евгений Яковлевич
Евге́ний Я́ковлевич Го́лант (при рождении Ге́ршон Я́нкелевич Го́лант; 29 мая (10 июня) 1888, Бобруйск, — 25 апреля 1971, Ленинград) — российский и советский педагог, профессор (1938). Принимал активное участие в ликвидации неграмотности в СССР.

## Биография
Родился в Бобруйске в еврейской ремесленной семье; его отец Янкель Борухович Голант был мыловаром, мать — Ривка Голант. В 1886 году отец учредил в собственном доме на Полицейской улице в Бобруйске мыловаренную мануфактуру, где с двумя подсобными рабочими производил 800 пудов продукции на 3 тысячи рублей в год, и был причислен к купеческому сословию; распространением продукции занимался магазин Голанта на 2-й Слуцкой улице. Брат психиатра Раисы Голант. В 1911 году окончил историко-филологический и юридический факультеты Петербургского университета. После окончания обучения Е. Я. Голант с 1912 по 1918 год преподавал в частной еврейской гимназии Петербурга.
В 1918 году принял активное участие в ликвидации неграмотности. Начало активной работы Е. Я. Голанта осуществлялось под руководством Н. К. Крупской. Он участвовал в совещаниях, нередко с её участием, выступал с методическими предложениями, закладывая совместно с М. Я. Басовым, основы экспериментального изучения методов обучения взрослых.
С 1921 по 1930 год Е. Я. Голант работал в Институте внешкольного образования, с 1925 по 1938 год в Институте педагогики, а с 1928 года  вплоть до смерти — в ЛГПИ имени А. И. Герцена, где трудился сначала в качестве доцента, а затем профессора кафедры педагогики. С 1930 по 1947 год был также заведующим кафедрой.
Умер 25 апреля 1971 года в Ленинграде. Похоронен на кладбище Памяти жертв 9 января.

## Научная деятельность
Е. Я. Голант создавал буквари, в которых сочетал метод целых слов (практиковавшийся в яснополянской школе Льва Толстого) и аналитико-синтетический метод освоения грамоты, а также книги для чтения. К работе над ними он подошёл не только как филолог, но и как историк, обстоятельно познакомившись с историей создания букварей и книг для чтения в России.
Его «Букварь для рабочих» и «Букварь для крестьян» были тогда столь актуальны, что выдержали 12 изданий. То же самое можно сказать о пяти подготовленных им книгах для чтения (хрестоматиях), издававшихся шесть раз.

Кафедра общей педагогики ЛГПИ им. А. И. Герцена. В центре — Евгений Яковлевич Голант в окружении сотрудников.

Е. Я. Голант подготовил курс лекций по педагогике на педагогическом факультете ЛГПИ имени А. И. Герцена, отличавшийся тесной связью с философией и историей культуры. Являлся одним из авторов фундаментального учебника по педагогике под редакцией П. Н. Груздева (1940). Создал 42 работы «В помощь учителю», был ответственным редактором «Ученых записок» по актуальным вопросам обучения, воспитания и истории советской школы.
История педагогики интересовала Е. Я. Голанта и в научно-исследовательском плане. В его работах основное внимание уделялось проблемам развития образования в странах Европы и Америки.
Совместно с Ш. И. Ганелиным Е. Я. Голантом был подготовлен первый учебник по истории педагогики. Хотя книга предназначалась в качестве учебного пособия для педагогических училищ, в действительности она обобщила существующие подходы к оценке историко-педагогических явлений, содержала большой фактический материал, включала развернутое и объективное рассмотрение истории зарубежной педагогики и школы, а также обращение к истории школы и педагогики народов России.
Е. Я. Голант разрабатывал широкий круг дидактических проблем, в частности предложил классификацию методов обучения по источникам знаний. Принципы обучения ставил в зависимость от личного производственно-бытового и политического опыта учащихся. Е. Я. Голант интересовался вопросами школоведения, разрабатывал основные принципы управления образованием, права и обязанности руководителей школы: директора, его заместителей по учебно-воспитательной работе и по производственному обучению, организатора внеклассной и внешкольной работы, помощника директора по хозяйственной части и других должностных лиц. В результате проделанной работы вышла в свет книга «Руководство школой».

## Семья
Сын — доктор физико-математических наук Виктор Евгеньевич Голант, физик.
Племянник — доктор технических наук Михаил Борисович Голант.

## Основные труды
- Голант Е.Я. Букварь крестьянина, 1922
- *Колодная А. Я., Голант Е. Я. Рабочая книга для транспортных школ и кружков малограмотных // На красных путях. — 3-е. — М.-Л.: ЦКЖД «Гудок», 1927-1929. — (Первая книга транспортника). — 1000 экз.
- Голант Е.Я., Виссель Е.Ю. Будем учиться. Городской букварь для взрослых, 1927.
- Голант Е.Я. Школьная работа со взрослыми, 1932
- Голант Е.Я., Ганелин Ш.И. История педагогики, 1940.
- Голант Е.Я. Организация учебной работы в советской школе, 1957
- Голант Е.Я. Руководство школой, 1957
- Голант Е.Я. Вопросы обучения ,1957
- Голант Е.Я. Трудовое обучение и воспитание, 1967